# Aeropuerto de Lajes
El Aeropuerto de Lajes (en portugués: Aeroporto das Lajes) (IATA: TER, OACI: LPLA), está situado en Lajes, un municipio que se encuentra en la isla Terceira, (Azores, Portugal). Sirve de punto de acceso exterior para la red de transportes aéreos de las Azores. Comparte la pista y estructuras aeroportuarias (salvo la terminal y los códigos) con la Base Aérea de Lajes.

## Aerolíneas y destinos

### Destinos nacionales
| Ciudades           | Nombre del aeropuerto                      | Aerolíneas                               | Aeronaves      | Frecuencias semanales |
| ------------------ | ------------------------------------------ | ---------------------------------------- | -------------- | --------------------- |
| Portugal           |                                            |                                          |                |                       |
| Azores             |                                            |                                          |                |                       |
| Flores             | Aeropuerto de Flores                       | SATA Air Açores                          | DHC-8          |                       |
| Graciosa           | Aeropuerto de Graciosa                     | SATA Air Açores                          | DHC-8          |                       |
| Horta              | Aeropuerto de Horta                        | SATA Air Açores                          | DHC-8          |                       |
| Pico               | Aeropuerto de Pico                         | SATA Air Açores                          | DHC-8          |                       |
| Ponta Delgada      | Aeropuerto de Ponta Delgada                | SATA Air Açores                          | DHC-8          |                       |
| São Jorge          | Aeropuerto de São Jorge                    | SATA Air Açores                          | DHC-8          |                       |
| Distrito de Lisboa |                                            |                                          |                |                       |
| Lisboa             | Aeropuerto de Lisboa                       | Azores Airlines Ryanair TAP Air Portugal | A32x B737 A3xx |                       |
| Distrito de Oporto |                                            |                                          |                |                       |
| Oporto             | Aeropuerto de Oporto-Francisco Sá Carneiro | Azores Airlines Ryanair                  | A32x B737      |                       |

### Destinos internacionales
| Ciudades por países | Nombre del aeropuerto                      | Aerolíneas                    | Aeronaves    | Frecuencias semanales |
| Norteamérica        | Norteamérica                               | Norteamérica                  | Norteamérica | Norteamérica          |
| ------------------- | ------------------------------------------ | ----------------------------- | ------------ | --------------------- |
| Canadá              |                                            |                               |              |                       |
| Toronto             | Aeropuerto Internacional Lester B. Pearson | Azores Airlines (Estacional)  | A321-253NXLR |                       |
| Estados Unidos      |                                            |                               |              |                       |
| Boston              | Aeropuerto Internacional Logan             | Azores Airlines               | A321-253NXLR |                       |
| Nueva York          | Aeropuerto Internacional John F. Kennedy   | Azores Airlines               | A321-253NXLR |                       |
| San Francisco       | Aeropuerto Internacional de San Francisco  | TAP Air Portugal (Estacional) | A330-941N    |                       |
| Europa              |                                            |                               |              |                       |
| Suiza               |                                            |                               |              |                       |
| Zúrich              | Aeropuerto de Zúrich                       | Edelweiss Air (Estacional)    | A320-214     |                       |

## Estadísticas
Ver fuente y consulta Wikidata.